# فرانسيسكو مونتيرو (لاعب كرة قدم مواليد 1999)
فرنسيسكو مونتيرو (بالإسبانية: Francisco Javier Montero Rubio)‏ (مواليد 14 يناير 1999 في إشبيلية، إسبانيا) هو لاعب كرة قدم إسباني، يلعب مع نادي بشكتاش في مركزي قلب الدفاع و‌الظهير الأيسر.

## وصلات خارجية
- فرنسيسكو مونتيرو على موقع الاتحاد الأوربي (الإنجليزية)
- فرنسيسكو مونتيرو على موقع اتحاد تركيا (لاعب) (الإنجليزية)
- فرنسيسكو مونتيرو على موقع قاعدة بيانات كرة القدم.إي يو (الإنجليزية)
- فرنسيسكو مونتيرو على موقع ناشيونال فوتبول تيمز (الإنجليزية)
- فرنسيسكو مونتيرو على موقع Soccerway.com (الإنجليزية)
- فرنسيسكو مونتيرو على موقع عالم كرة القدم.نت (الإنجليزية)